# Неовізантист
Неовізантист — художник, митець, послідовник неовізантизму- напряму українського монументального та станкового живопису, започаткований Михайлом Бойчуком (1882—1937) та його школою.

## Загальна характеристика
В основі Неовізантистики лежали конструктивні особливості візантійського та давньоруського живопису (домонгольського етапу).

## Головні представники
У 1917–1922 роках в майстерні монументального мистецтва Бойчука в Українській Академії мистецтв у Києві вчилися Василь Седляр, Іван Падалка, Т.Бойчук, О.Павленко, А.Іванова, О.Сахновська, М.Трубецька, І.Липківський, Н.Іванченко, Р. Лісовський, Н.Хазіна (Мандельштам), Онуфрій Бізюков, Віра Бура-Мацапура та інші. До другої генерації учнів належали О.Мизін, О.Бізюков, Мануїл Шехтман, М.Рокицький, Є.Холостенко, Н.Ріхерт, К.Єлева. До них слід додати харківських та одеських монументалістів, які перебували у сфері впливу Бойчука і співпрацювали з ним.